# Ariranha
Ariranha este un oraș în São Paulo (SP), Brazilia. 